# Distretto di Taihe
Il distretto di Taihe (太和区S, Tàihé QūP) è un distretto della Cina, situato nella provincia di Liaoning e amministrato dalla prefettura di Jinzhou.